# Võ Trường Toản
Võ Trường Toản (武長纘 hay 武長团, chưa rõ năm sinh - mất ngày 26 tháng 9 năm 1792; nhằm ngày 9 tháng 6 năm Nhâm Tý), hiệu Sùng Đức do chúa Nguyễn Phúc Ánh phong tặng (sau đổi thành Tố Đức); là một nhà giáo Việt Nam nổi tiếng "học rộng, có tài thao lược và đức hạnh hơn người" ở Gia Định vào thế kỷ XVIII.

## Tiểu sử
Theo GS. Trịnh Vân Thanh, thì tổ tiên Võ Trường Toản vốn là người Hoa lánh nạn Mãn Thanh sang cư trú ở Đàng Trong. Đến khi xảy ra cuộc hôn nhân của công nữ Ngọc Vạn, con gái thứ hai của Chúa Sãi Nguyễn Phúc Nguyên với vua Chân Lạp Chey Chetta (1576-1628), thì họ cũng từ miền Trung vào miền Nam lập nghiệp .
Về tiểu sử của ông đã được đại thần Phan Thanh Giản tóm tắt trong một bài văn bia bằng chữ Hán soạn năm Đinh Mão (1867), tạm dịch ra như sau: 
"Tiên sinh họ Võ, húy Trường Toản. Đời trước hoặc nói là người Thanh Kệ (Quảng Đức) , hoặc nói người Bình Dương (Gia Định) , trước thọ nghiệp cùng ai chưa biết rõ. Chỉ biết sở học của tiên sinh đã tới bậc dày dặn, đầy đủ, chất thật có thuật nghiệp thâm uyên thông đạt. Xảy hồi loạn Tây Sơn, tiên sinh ở ẩn mở trường dạy học, thường học trò đến mấy trăm. Ông Ngô Tùng Châu là môn sinh cao đệ nhất. Thứ đến là các ông Trịnh Hoài Đức, Phạm Ngọc Uẩn, Lê Quang Định, Lê Bá Phẩm, Ngô Nhơn Tịnh. Bậc danh sĩ là ông Chiêu, ông Trúc đều ẩn dật. Ngoài ra không kể hết được...Các ông ấy đều gặp hồi phong vận, thời trung hưng triều Gia Long đức bậc tôi hiền, có người hoặc sát thân để làm nên điều nhân, hoặc quên mình để trọng tiết nghĩa, thảy đều nên công nghiệp lớn...Lúc ngự vào Gia Định, đức Thế Tổ Cao Hoàng đế hằng triệu tiên sinh tới đối ứng...Tiên sinh không hứng ra làm quan, nên đại khái không thấy được sự nghiệp. Từ thuở tiên sinh lấy lối học nghĩa lý để giáo hóa, chẳng những đương thời đào tạo được nhiều bậc nhân tài, mà còn truyền thuật, giảng luận, trau dồi về sau"...

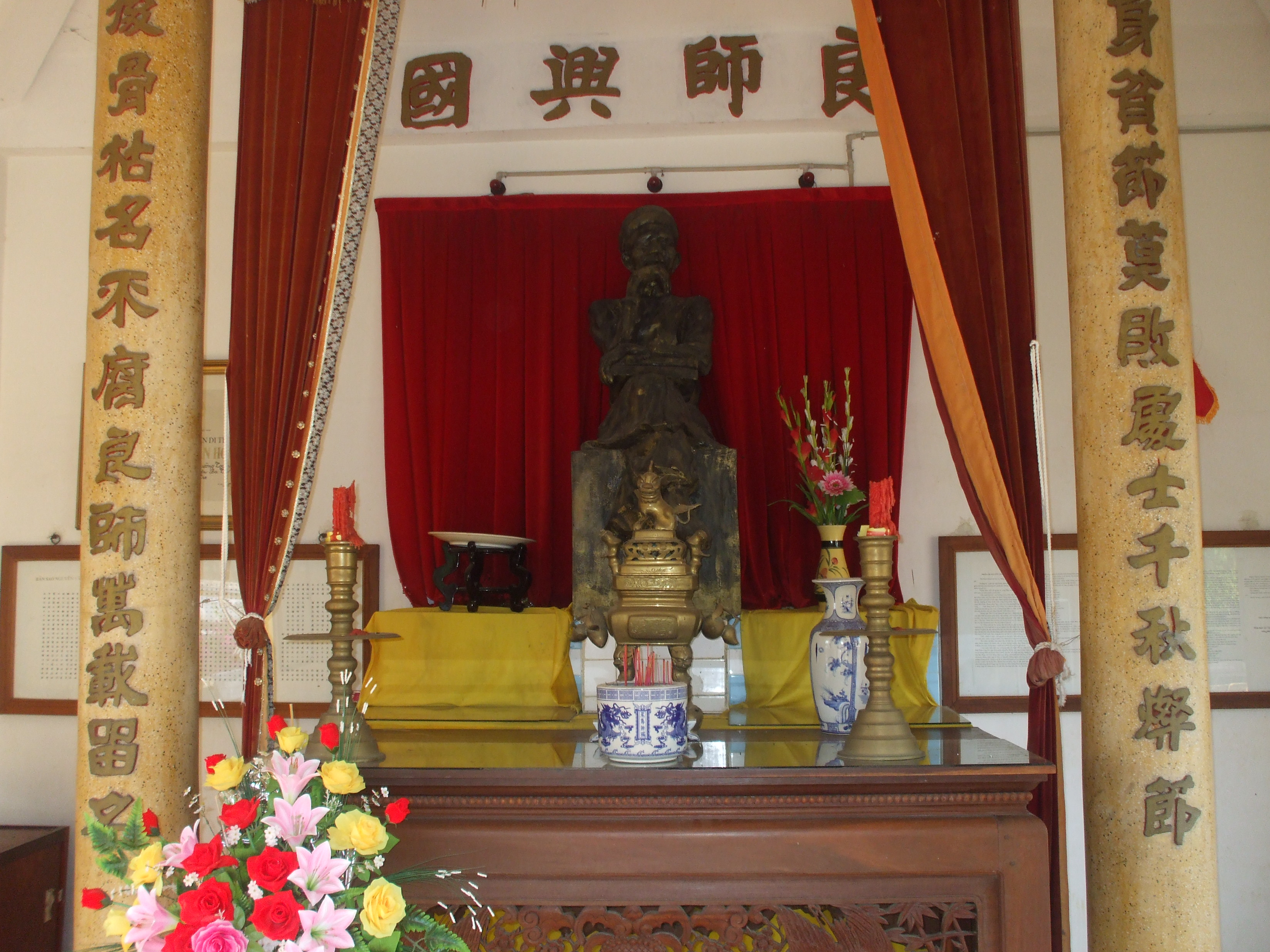
Tượng Võ Trường Toản trong đền thờ

Võ Trường Toản mất ngày mồng 9 tháng 6 năm Nhâm Tý (tức 27 tháng 7 năm 1792).
Hiện nay văn thơ của Võ Trường Toản chỉ còn lưu truyền một bài "Hoài cổ phú", viết bằng chữ Nôm, dài 24 câu.

## Được tôn kính
Hay tin ông mất, chúa Nguyễn cảm mến, tiếc thương, ban từ hiệu là "Gia Định xử sĩ Sùng Đức Võ tiên sinh" (nghĩa là bậc xử sĩ Võ tiên sinh, người Gia Định, sùng về đạo đức và là như cha của Vua) để ghi vào mộ.
Để tưởng nhớ công đức của thầy (như cha), Vua Gia Long cũng có đôi liễn tưởng niệm:
Sinh tiền giáo huấn đắc nhân, vô tử nhi hữu tử
Một hậu thịnh danh tại thế, tuy vong giả bất vong"
Dịch nghĩa:
Lúc sống, dạy dỗ được người, không con mà như có
Khi mất, tiếng tăm còn để, thân tan danh vẫn còn. .
Hiện trong Tụy Văn lâu nằm trong khuôn viên Văn Thánh Miếu Vĩnh Long có đặt bài vị thờ ông.
Tên ông còn được đặt tên cho các công trình công cộng, như đường phố, trường học.

## Khu mộ và đền thờ
Hài cốt của nhà giáo Võ Trường Toản lúc đầu được chôn tại làng Hòa Hưng, là nơi ông từng ngồi dạy học (xem đình Chí Hòa). Theo Huỳnh Minh, chuẩn theo lời tâu của Phan Thanh Giản, năm 1852, vua Tự Đức đã ban chỉ "lập đền thờ, hiến ruộng để phụng sự, mỗi năm xuân thu cúng tế" cho ông .
Theo Đại Nam thực lục, năm 1852, Nguyễn Tri Phương có lời tâu xin lập nhà thờ cho ông ở Gia Định.
Sau khi quân Pháp chiếm ba tỉnh miền Đông Nam Kỳ (1862), Phan Thanh Giản, Nguyễn Thông (đốc học Vĩnh Long), Phạm Hữu Chánh (hiệp trấn An Giang), hiệp cùng nhiều sĩ phu khác đã cải táng di cốt của Võ Trường Toản (cùng vợ và con) về xã Bảo Thạnh (Ba Tri, Bến Tre), với ý nghĩa là không để mộ thầy nằm trong vùng cai quản của quân xâm lược. Ngày cải táng (28 tháng 3 âm lịch năm 1867), Nguyễn Thông đã thay mặt các nho sĩ đứng làm chủ lễ.
Theo Đại Nam thực lục, năm 1867, nhà Nguyễn cho xây mộ và nhà treo biển cho ông.

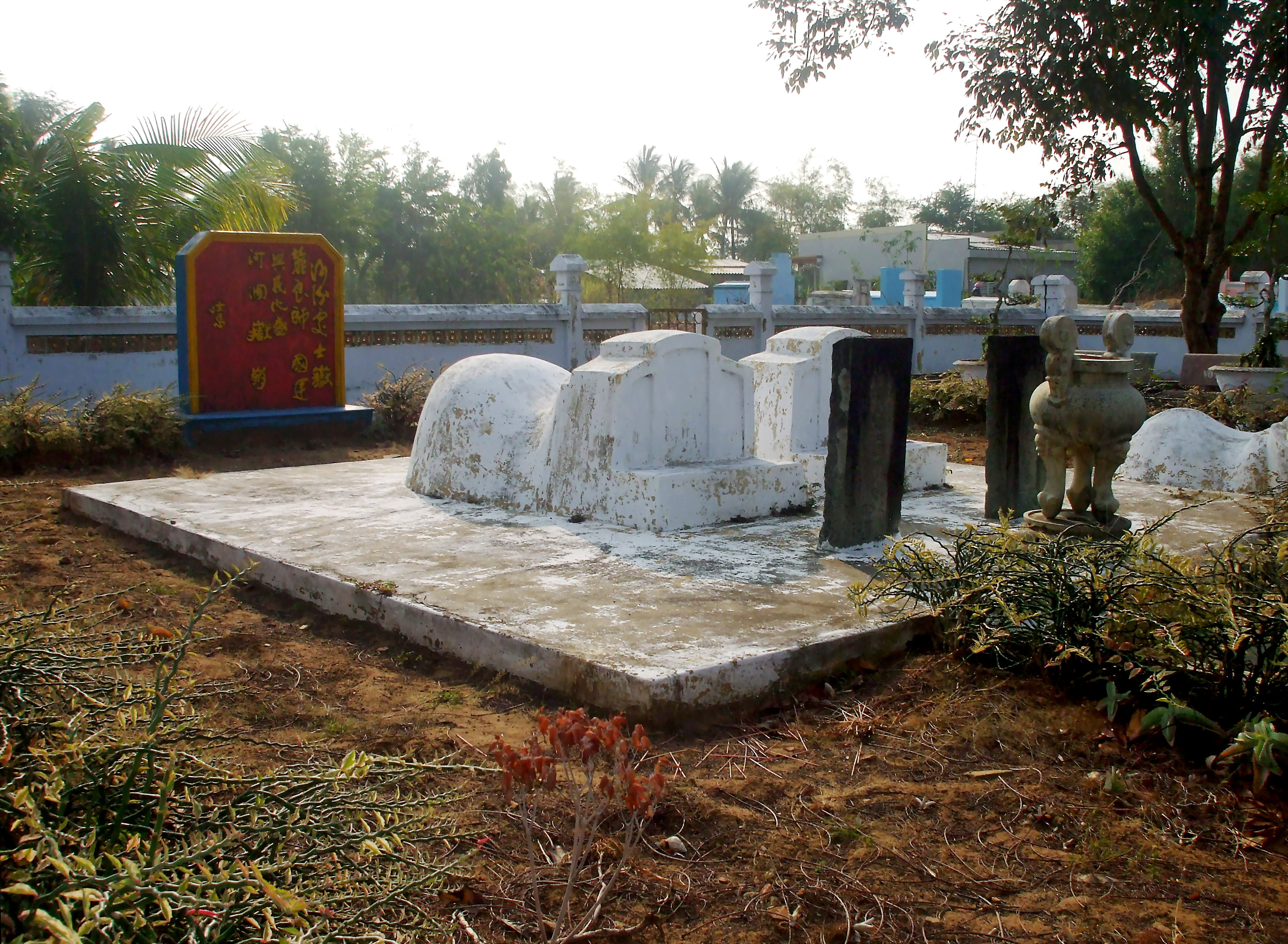
Mộ Võ Trường Toản (trái), vợ (giữa) và con gái (phải)

Khu mộ của Võ Trường Toản được người ở xã Bảo Thạnh (trước đây gọi là làng Mù U) gọi là "khu mộ ông Hậu Tổ", vì ông là người có công truyền dạy luân lý Khổng Mạnh ở vùng đất Đồng Nai - Gia Định. Ở đây, ngoài ngôi mộ ông, còn có mộ vợ và con gái (vợ chồng ông chỉ sinh được 1 gái, bị bệnh mất từ nhỏ). Cả ba đều được xây dựng theo dạng voi phục, nằm trong khuôn viên thoáng rộng. Ở ngoài khu mộ, phía bên phải là một nhà thờ nhỏ đẹp với mái cong, hai tầng, và bên trong có đặt tượng của ông.
Khu mộ và đền thờ đã được Bộ Văn hóa Thông tin ra quyết định công nhận là Di tích lịch sử cấp quốc gia ngày 24 tháng 1 năm 1998 và Quyết định số 2654/QĐ-UB của UBND tỉnh Bến Tre ban hành ngày 18/8/2000 mở rộng khu di tích trên phần đất thu hồi của ông Phan Văn Năm, hiện nay (2016) nhà ông Năm ở đối diện cổng chính và ông cũng là người đầu tiên coi sóc khu di tích mộ cụ Võ.

## Một vài hình ảnh

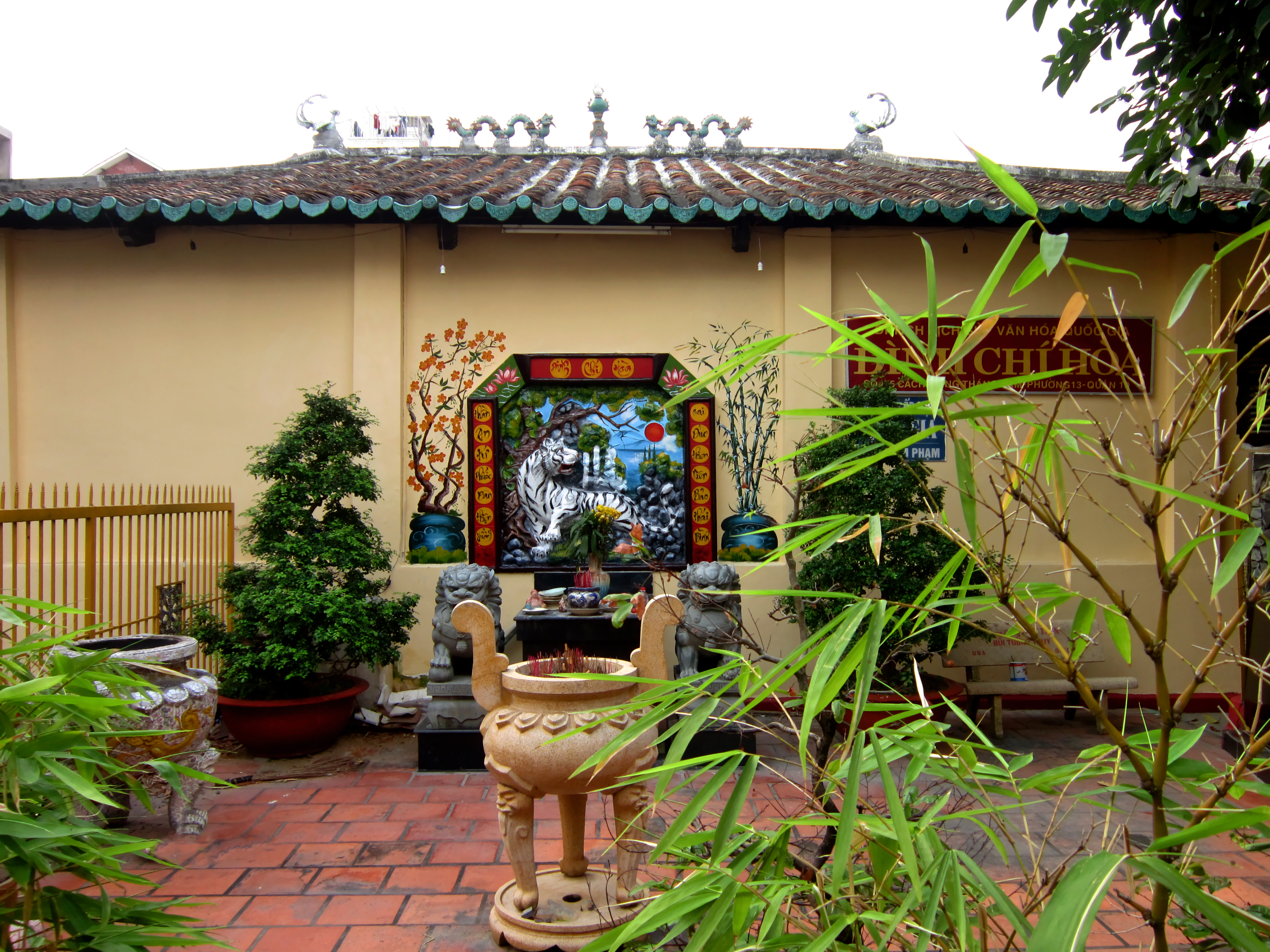
Đình Chí Hòa, nơi nhà giáo Võ Trường Toản từng ngồi dạy học.
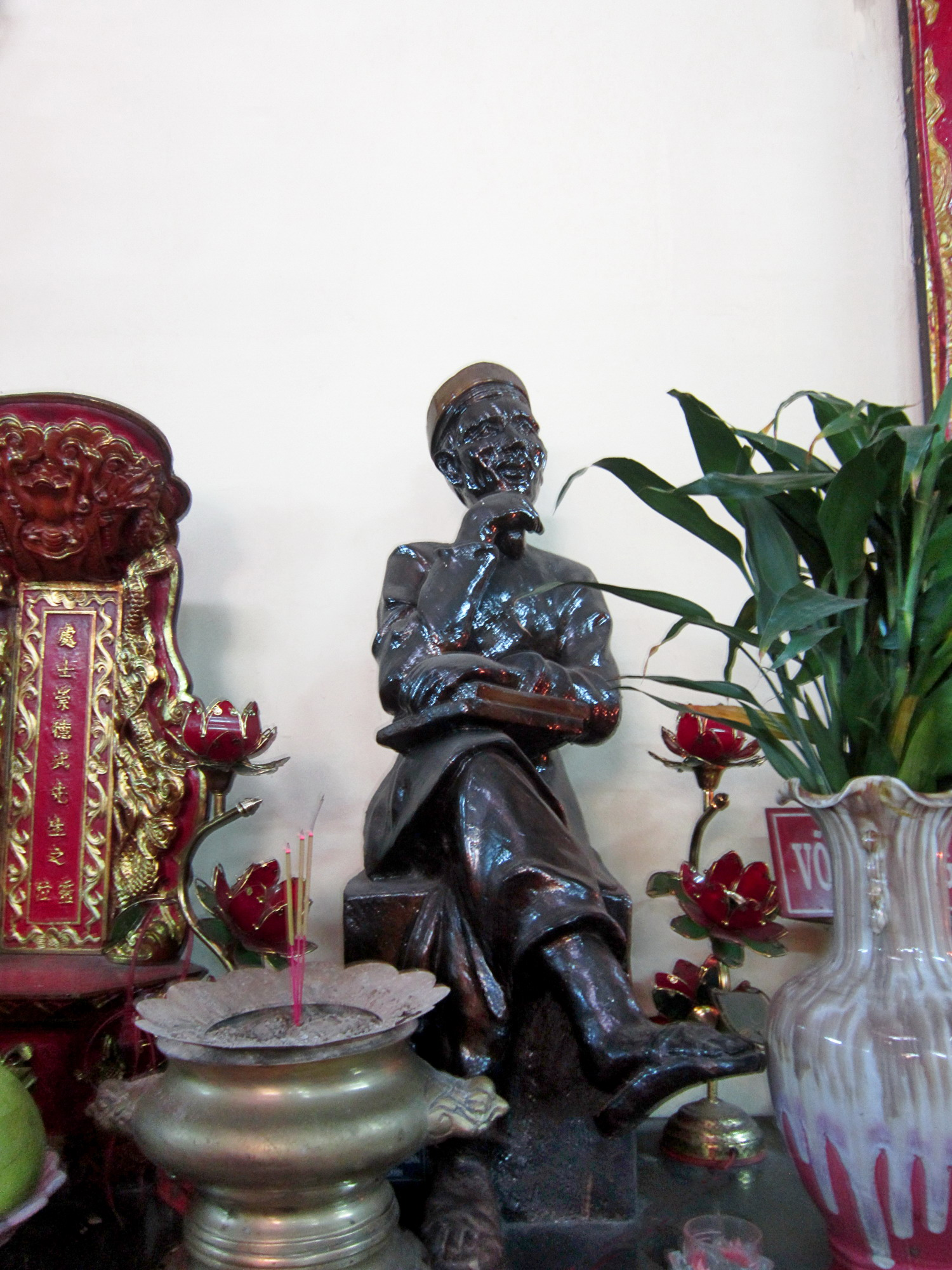
Tượng nhà giáo Võ Trường Toản ở trong đình Chí Hòa.